# 紫波郡
- 令制国一覧 > 東山道 > 陸中国 > 紫波郡
- 日本 > 東北地方 > 岩手県 > 紫波郡

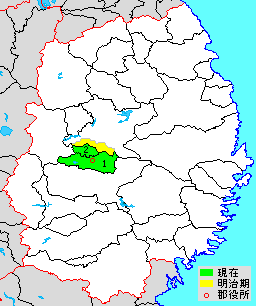
岩手県紫波郡の範囲（1.紫波町 2.矢巾町）

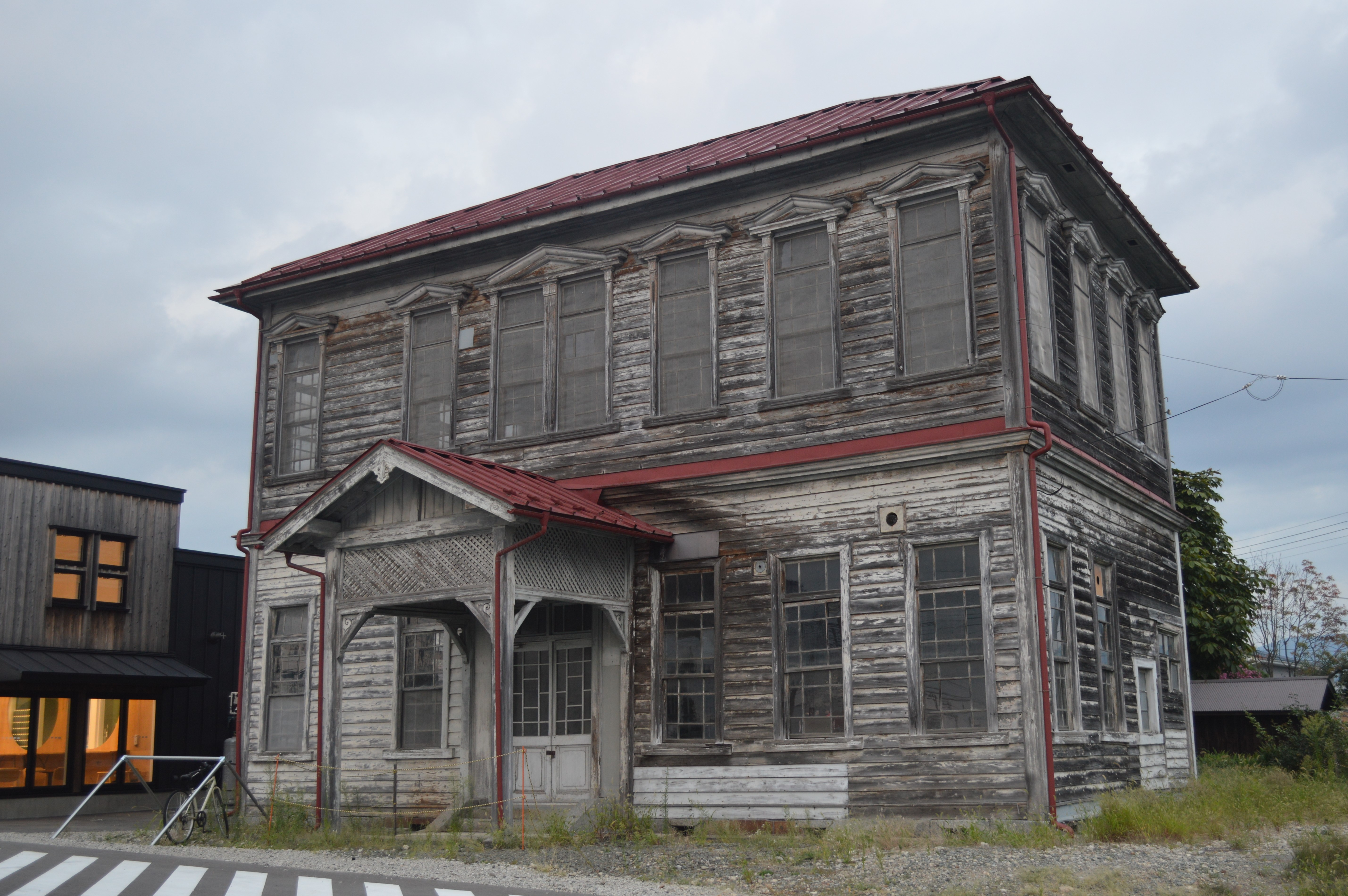
旧紫波郡役所庁舎（紫波町指定文化財）

紫波郡（しわぐん）は、岩手県（陸奥国・陸中国）の郡。
人口58,726人、面積306.3km²、人口密度192人/km²。（2025年2月1日、推計人口）
以下の2町を含む。盛岡都市圏の南部に位置し、人口は増加傾向にある。
- 紫波町（しわちょう）
- 矢巾町（やはばちょう）

## 郡域
明治11年（1878年）に行政区画として発足した当時の郡域は、上記2町に盛岡市の一部（上飯岡、下飯岡、飯岡新田、永井、津志田、津志田西、津志田町、三本柳、東見前以南）を加えた区域にあたる。

## 歴史

### 律令期
811年（弘仁2年）斯波(後の紫波)・和我・稗縫の「志波三郡」が成立、「胆沢三郡（胆沢・江刺・磐井）」とともに「律令期の六郡」が成立する。812年（弘仁3年）に徳丹城が築かれ政治的機能が移り、志波三郡以北の統帥権も「鎮守府領六郡」として集約される。10世紀、斯波郡の領域が北遷拡大し、岩手郡が斯波郡から分離独立した。一方、磐井郡は国府多賀城領に編入され、岩手・志和・稗抜・和賀・江刺・伊沢の「奥六郡」が成立した。
鎌倉時代足利家氏が斯波郡を所領し、家氏の嫡系子孫が斯波氏を称した。
興国2年／暦応4年（1341年）陸奥の南朝南部氏などが岩手・斯波二郡を平げ、葛西氏等と連合して国府を攻めようとした。斯波家兼が奥州に入部し四管領並立を制すると、同族の高水寺斯波氏が南朝側河村氏を次第に圧迫し、応永3年（1396年）河村秀基はその傘下に下ったという。16世紀半ばに高水寺斯波氏は隆盛を極めるが、のちに南部氏の圧力により逼迫を余儀なくされた。
天正年間に高水寺斯波氏の斯波詮直（最後の斯波御所）が北上川遊覧の折、川底の赤石に陽が射し、紫色に輝く川波を瑞兆として「けふよりは　紫波と名づけん　この川の　石にうつ波　紫に似て」と詠み、古代以来「斯波郡」と書いていたものを「紫波郡」に改めたという。また、元来の名は志賀理和気神社（全国最北の式内社）から「志和」と書かれた、という説がある。（この赤石を御神石として引き上げ祀ったので、この神社は後世「赤石神社」とも呼ばれている。）

奥六郡最北となる「岩手郡」の建郡以前に志波城が置かれ、後にこの地が岩手郡となったように、「岩手郡」も元は「志波（斯波・志和）郡」である。斯波氏の旧居城であった高水寺城は天正19年に郡山城と改称され、ほぼ同じ頃に郡名も改められた。

江戸初期において当郡全域が盛岡藩の米穀供給地とされたため、北上川西岸の新田開発が盛んに行われた。

八戸藩分立によって、寛文5年（1665年）土館村、稲藤村、片寄村、平沢村の一部（上平沢村）の4村が、飛地領として編成され、同藩紫波通に属し、単に志和とも書かれていた。

### 近代以降の沿革
幕末時点では陸奥国に所属した。「旧高旧領取調帳」に記載されている明治初年時点の支配は以下の通り。（75村）
| 知行 | 知行       | 村数 | 村名 |
| ---- | ---------- | ---- | --- |
| 藩領 | 陸奥盛岡藩 | 71村 | 手代森村、黒川村、乙部村、大ヶ生村、江柄村、栃内村、北沢村、砂子沢村、根田茂村、上飯岡村、羽場村、下飯岡村、飯岡新田、津志田村、永井村、赤林村、湯沢村、広宮沢村、煙山村、三本柳村、西見前村、東見前村、高田村、藤沢村、北矢幅村、下矢次村、上矢次村、又兵衛新田村、南矢幅村、西徳田村、東徳田村、間野々村、土橋村、北郡山村、太田村、中島村、陣ヶ岡村、高水寺村、白沢村、室岡村、和味村、北伝法寺村、岩清水村、南伝法寺村、小屋敷村、吉水村、上松本村、下松本村、南日詰村、北日詰村、犬淵村、平沢村、宮手村、升沢村、桜町村、日詰新田、二日町新田、西長岡村、東長岡村、山屋村、赤沢村、犬吠森村、草刈村、大巻村、彦部村、星山村、北田村、遠山村、船久保村、紫野村、佐比内村 |
| 藩領 | 陸奥八戸藩 | 4村  | 土館村、稲藤村、上平沢村、片寄村 |

- 明治元年
  - 12月7日（1869年1月19日）
    - 陸奥国が分割され、本郡は陸中国の所属となる。
    - 盛岡藩が戊辰戦争後の処分により、領地を没収される。佐比内村が信濃松本藩取締地となり、花巻県を称する[4]。
    - 盛岡藩領のうち佐比内村を除く区域が信濃松代藩取締地となり、盛岡県（第1次）を称する[4]。

  - 12月24日（1869年2月5日） - 旧・盛岡藩が磐城白石藩に転封される。
- 明治2年7月22日（1869年8月29日） - 白石藩が盛岡藩に転封される。八戸藩領を除く全域が再び盛岡藩の管轄となる。
- 明治4年
  - 7月10日（1871年8月15日） - 盛岡藩が廃藩。盛岡県（第2次）が発足し旧・盛岡藩領を管轄。
  - 7月14日（1871年8月19日） - 廃藩置県により、藩領が八戸県（第2次）となる。
  - 11月2日（1871年12月13日） - 第1次府県統合により、全域が盛岡県（第3次）の管轄となる。
- 明治5年1月8日（1872年2月16日） - 盛岡県（第3次）が岩手県に改称。
- 明治11年（1878年）11月26日
  - 郡区町村編制法の岩手県での施行により、行政区画としての紫波郡が発足。郡役所が日詰新田に置く。
  - 砂子沢村・根田茂村の所属郡が岩手郡に変更。（73村）

### 町村制以降の沿革

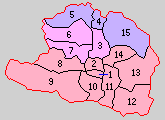
1.日詰町 2.古館村 3.徳田村 4.見前村 5.飯岡村 6.煙山村 7.不動村 8.水分村 9.志和村 10.赤石村 11.彦部村 12.佐比内村 13.赤沢村 14.長岡村 15.乙部村（紫：盛岡市 桃：矢巾町 赤：紫波町）

- 明治22年（1889年）4月1日 - 町村制の施行により、以下の町村が発足。（1町14村）

  - 日詰町 ← 日詰新田、桜町村［字上川原・下川原］（現・紫波町）
  - 古館村 ← 中島村、陣ヶ岡村、二日町新田、高水寺村［字三枚橋を除く］（現・紫波町）
  - 徳田村 ← 東徳田村、西徳田村、間野々村、北郡山村、土橋村、高田村、藤沢村、高水寺村［字三枚橋］（現・矢巾町）
  - 見前村 ← 東見前村、西見前村、津志田村、三本柳村（現・盛岡市）
  - 飯岡村 ← 上飯岡村、下飯岡村、羽場村、飯岡新田、湯沢村、永井村（現・盛岡市）
  - 煙山村 ← 広宮沢村、煙山村、赤林村、又兵衛新田、南矢幅村、北矢幅村、上矢次村、下矢次村（現・矢巾町）
  - 不動村 ← 岩清水村、室岡村、太田村、白沢村、北伝法寺村、和味村（現・矢巾町）
  - 水分村 ← 上松本村、下松本村、小屋敷村、吉水村、南伝法寺村、宮手村、升沢村（現・紫波町）
  - 志和村 ← 土館村、片寄村、上平沢村、稲藤村（現・紫波町）
  - 赤石村 ← 北日詰村、南日詰村、犬淵村、平沢村、桜町村［字上川原・下川原を除く］（現・紫波町）
  - 彦部村 ← 星山村、大巻村、彦部村、犬吠森村［字沼端・沼口・間木沢・境］（現・紫波町）
  - 佐比内村（単独村制。現・紫波町）
  - 赤沢村 ← 赤沢村、船久保村、紫野村、遠山村、北田村、山屋村（現・紫波町）
  - 長岡村 ← 東長岡村、西長岡村、江柄村、北沢村、栃内村、草刈村、犬吠森村［字後田・小路口・岩ノ沢・沼田・横田・盆成］（現・紫波町）
  - 乙部村 ← 乙部村、手代森村、黒川村、大ヶ生村（現・盛岡市）
- 明治30年（1897年）4月1日 - 郡制を施行。
- 大正12年（1923年）4月1日 - 郡会が廃止。郡役所は存続。
- 大正15年（1926年）7月1日 - 郡役所が廃止。以降は地域区分名称となる。
- 昭和17年（1942年）7月1日 - 「岩手紫波地方事務所」が盛岡市に設置され、岩手郡とともに管轄。
- 昭和30年（1955年）
  - 3月1日 - 煙山村・徳田村・不動村が合併して矢巾村が発足。（1町12村）
  - 4月1日（1町2村）
    - 日詰町・赤石村・赤沢村・佐比内村・志和村・長岡村・彦部村・古館村・水分村が合併して紫波町が発足。
    - 飯岡村・乙部村・見前村が合併して都南村が発足。
- 昭和41年（1966年）5月1日 - 矢巾村が町制施行して矢巾町となる。（2町1村）
- 平成4年（1992年）4月1日 - 都南村が盛岡市に編入。（2町）

### 変遷表
| 明治22年以前 | 明治22年以前 | 明治22年4月1日 | 明治22年 - 昭和19年 | 昭和20年 - 昭和39年   | 昭和40年 - 昭和64年            | 平成元年 - 現在            | 現在   |
| ------------ | ------------ | -------------- | ------------------- | --------------------- | ------------------------------ | -------------------------- | ------ |
| 日詰新田     | 日詰新田     | 日詰町         | 日詰町              | 昭和30年4月1日 紫波町 | 紫波町                         | 紫波町                     | 紫波町 |
| 桜町村       |              | 日詰町         | 日詰町              | 昭和30年4月1日 紫波町 | 紫波町                         | 紫波町                     | 紫波町 |
| 赤石村       | 赤石村       |                |                     | 昭和30年4月1日 紫波町 | 紫波町                         | 紫波町                     | 紫波町 |
| 赤石村       | 赤石村       | 日詰村         | 北日詰村            | 昭和30年4月1日 紫波町 | 紫波町                         | 紫波町                     | 紫波町 |
| 赤石村       | 赤石村       | 日詰村         | 南日詰村            | 昭和30年4月1日 紫波町 | 紫波町                         | 紫波町                     | 紫波町 |
| 赤石村       | 赤石村       | 犬淵村         |                     | 昭和30年4月1日 紫波町 | 紫波町                         | 紫波町                     | 紫波町 |
| 赤石村       | 赤石村       | 平沢村         | 平沢村              | 昭和30年4月1日 紫波町 | 紫波町                         | 紫波町                     | 紫波町 |
| 上平沢村     | 志和村       | 平沢村         | 志和村              | 昭和30年4月1日 紫波町 | 紫波町                         | 紫波町                     | 紫波町 |
| 土舘村       | 志和村       |                | 志和村              | 昭和30年4月1日 紫波町 | 紫波町                         | 紫波町                     | 紫波町 |
| 片寄村       | 志和村       |                | 志和村              | 昭和30年4月1日 紫波町 | 紫波町                         | 紫波町                     | 紫波町 |
| 稲藤村       | 志和村       |                | 志和村              | 昭和30年4月1日 紫波町 | 紫波町                         | 紫波町                     | 紫波町 |
| 二日町新田   | 二日町新田   | 古館村         | 古館村              | 昭和30年4月1日 紫波町 | 紫波町                         | 紫波町                     | 紫波町 |
| 中島村       |              | 古館村         | 古館村              | 昭和30年4月1日 紫波町 | 紫波町                         | 紫波町                     | 紫波町 |
| 陣ヶ岡村     |              | 古館村         | 古館村              | 昭和30年4月1日 紫波町 | 紫波町                         | 紫波町                     | 紫波町 |
| 高水寺村     |              | 古館村         | 古館村              | 昭和30年4月1日 紫波町 | 紫波町                         | 紫波町                     | 紫波町 |
| 東長岡村     | 東長岡村     | 長岡村         | 長岡村              | 昭和30年4月1日 紫波町 | 紫波町                         | 紫波町                     | 紫波町 |
| 西長岡村     |              | 長岡村         | 長岡村              | 昭和30年4月1日 紫波町 | 紫波町                         | 紫波町                     | 紫波町 |
| 江柄村       |              | 長岡村         | 長岡村              | 昭和30年4月1日 紫波町 | 紫波町                         | 紫波町                     | 紫波町 |
| 北沢村       |              | 長岡村         | 長岡村              | 昭和30年4月1日 紫波町 | 紫波町                         | 紫波町                     | 紫波町 |
| 栃内村       |              | 長岡村         | 長岡村              | 昭和30年4月1日 紫波町 | 紫波町                         | 紫波町                     | 紫波町 |
| 草刈村       |              | 長岡村         | 長岡村              | 昭和30年4月1日 紫波町 | 紫波町                         | 紫波町                     | 紫波町 |
| 犬吠森村     |              | 長岡村         | 長岡村              | 昭和30年4月1日 紫波町 | 紫波町                         | 紫波町                     | 紫波町 |
| 彦部村       | 彦部村       | 彦部村         | 彦部村              | 昭和30年4月1日 紫波町 | 紫波町                         | 紫波町                     | 紫波町 |
| 星山村       |              | 彦部村         | 彦部村              | 昭和30年4月1日 紫波町 | 紫波町                         | 紫波町                     | 紫波町 |
| 大巻村       |              | 彦部村         | 彦部村              | 昭和30年4月1日 紫波町 | 紫波町                         | 紫波町                     | 紫波町 |
| 佐比内村     | 佐比内村     | 佐比内村       | 佐比内村            | 昭和30年4月1日 紫波町 | 紫波町                         | 紫波町                     | 紫波町 |
| 赤沢村       | 赤沢村       | 赤沢村         | 赤沢村              | 昭和30年4月1日 紫波町 | 紫波町                         | 紫波町                     | 紫波町 |
| 舟久保村     |              | 赤沢村         | 赤沢村              | 昭和30年4月1日 紫波町 | 紫波町                         | 紫波町                     | 紫波町 |
| 紫野村       |              | 赤沢村         | 赤沢村              | 昭和30年4月1日 紫波町 | 紫波町                         | 紫波町                     | 紫波町 |
| 遠山村       |              | 赤沢村         | 赤沢村              | 昭和30年4月1日 紫波町 | 紫波町                         | 紫波町                     | 紫波町 |
| 北田村       |              | 赤沢村         | 赤沢村              | 昭和30年4月1日 紫波町 | 紫波町                         | 紫波町                     | 紫波町 |
| 山屋村       |              | 赤沢村         | 赤沢村              | 昭和30年4月1日 紫波町 | 紫波町                         | 紫波町                     | 紫波町 |
| 上松本村     | 上松本村     | 水分村         | 水分村              | 昭和30年4月1日 紫波町 | 紫波町                         | 紫波町                     | 紫波町 |
| 下松本村     |              | 水分村         | 水分村              | 昭和30年4月1日 紫波町 | 紫波町                         | 紫波町                     | 紫波町 |
| 小屋敷村     |              | 水分村         | 水分村              | 昭和30年4月1日 紫波町 | 紫波町                         | 紫波町                     | 紫波町 |
| 吉水村       |              | 水分村         | 水分村              | 昭和30年4月1日 紫波町 | 紫波町                         | 紫波町                     | 紫波町 |
| 宮手村       |              | 水分村         | 水分村              | 昭和30年4月1日 紫波町 | 紫波町                         | 紫波町                     | 紫波町 |
| 升沢村       |              | 水分村         | 水分村              | 昭和30年4月1日 紫波町 | 紫波町                         | 紫波町                     | 紫波町 |
| 伝法寺村     | 南伝法寺村   | 水分村         | 水分村              | 昭和30年4月1日 紫波町 | 紫波町                         | 紫波町                     | 紫波町 |
| 伝法寺村     | 北伝法寺村   | 不動村         | 不動村              | 昭和30年3月1日 矢巾村 | 昭和40年5月1日 町制施行 矢巾町 | 矢巾町                     | 矢巾町 |
| 岩清水村     |              | 不動村         | 不動村              | 昭和30年3月1日 矢巾村 | 昭和40年5月1日 町制施行 矢巾町 | 矢巾町                     | 矢巾町 |
| 太田村       |              | 不動村         | 不動村              | 昭和30年3月1日 矢巾村 | 昭和40年5月1日 町制施行 矢巾町 | 矢巾町                     | 矢巾町 |
| 白沢村       |              | 不動村         | 不動村              | 昭和30年3月1日 矢巾村 | 昭和40年5月1日 町制施行 矢巾町 | 矢巾町                     | 矢巾町 |
| 室岡村       |              | 不動村         | 不動村              | 昭和30年3月1日 矢巾村 | 昭和40年5月1日 町制施行 矢巾町 | 矢巾町                     | 矢巾町 |
| 和味村       |              | 不動村         | 不動村              | 昭和30年3月1日 矢巾村 | 昭和40年5月1日 町制施行 矢巾町 | 矢巾町                     | 矢巾町 |
| 徳田村       | 東徳田村     | 徳田村         | 徳田村              | 昭和30年3月1日 矢巾村 | 昭和40年5月1日 町制施行 矢巾町 | 矢巾町                     | 矢巾町 |
| 徳田村       | 西徳田村     | 徳田村         | 徳田村              | 昭和30年3月1日 矢巾村 | 昭和40年5月1日 町制施行 矢巾町 | 矢巾町                     | 矢巾町 |
| 間之野村     | 間野々村     | 徳田村         | 徳田村              | 昭和30年3月1日 矢巾村 | 昭和40年5月1日 町制施行 矢巾町 | 矢巾町                     | 矢巾町 |
| 北郡山村     |              | 徳田村         | 徳田村              | 昭和30年3月1日 矢巾村 | 昭和40年5月1日 町制施行 矢巾町 | 矢巾町                     | 矢巾町 |
| 高田村       |              | 徳田村         | 徳田村              | 昭和30年3月1日 矢巾村 | 昭和40年5月1日 町制施行 矢巾町 | 矢巾町                     | 矢巾町 |
| 十日市村     | 土橋村       | 徳田村         | 徳田村              | 昭和30年3月1日 矢巾村 | 昭和40年5月1日 町制施行 矢巾町 | 矢巾町                     | 矢巾町 |
| 藤沢村       |              | 徳田村         | 徳田村              | 昭和30年3月1日 矢巾村 | 昭和40年5月1日 町制施行 矢巾町 | 矢巾町                     | 矢巾町 |
| 煙山村       | 煙山村       | 煙山村         | 煙山村              | 昭和30年3月1日 矢巾村 | 昭和40年5月1日 町制施行 矢巾町 | 矢巾町                     | 矢巾町 |
| 矢羽場村     | 南矢幅村     | 煙山村         | 煙山村              | 昭和30年3月1日 矢巾村 | 昭和40年5月1日 町制施行 矢巾町 | 矢巾町                     | 矢巾町 |
| 矢羽場村     | 北矢幅村     | 煙山村         | 煙山村              | 昭和30年3月1日 矢巾村 | 昭和40年5月1日 町制施行 矢巾町 | 矢巾町                     | 矢巾町 |
| 矢羽場村     | 又兵衛新田   | 煙山村         | 煙山村              | 昭和30年3月1日 矢巾村 | 昭和40年5月1日 町制施行 矢巾町 | 矢巾町                     | 矢巾町 |
| 矢次村       | 上矢次村     | 煙山村         | 煙山村              | 昭和30年3月1日 矢巾村 | 昭和40年5月1日 町制施行 矢巾町 | 矢巾町                     | 矢巾町 |
| 矢次村       | 下矢次村     | 煙山村         | 煙山村              | 昭和30年3月1日 矢巾村 | 昭和40年5月1日 町制施行 矢巾町 | 矢巾町                     | 矢巾町 |
| 赤林村       |              | 煙山村         | 煙山村              | 昭和30年3月1日 矢巾村 | 昭和40年5月1日 町制施行 矢巾町 | 矢巾町                     | 矢巾町 |
| 広宮沢村     |              | 煙山村         | 煙山村              | 昭和30年3月1日 矢巾村 | 昭和40年5月1日 町制施行 矢巾町 | 矢巾町                     | 矢巾町 |
| 上飯岡村     | 上飯岡村     | 飯岡村         | 飯岡村              | 昭和30年4月1日 都南村 | 都南村                         | 平成4年4月1日 盛岡市に編入 | 盛岡市 |
| 下飯岡村     |              | 飯岡村         | 飯岡村              | 昭和30年4月1日 都南村 | 都南村                         | 平成4年4月1日 盛岡市に編入 | 盛岡市 |
| 永井村       |              | 飯岡村         | 飯岡村              | 昭和30年4月1日 都南村 | 都南村                         | 平成4年4月1日 盛岡市に編入 | 盛岡市 |
| 羽場村       |              | 飯岡村         | 飯岡村              | 昭和30年4月1日 都南村 | 都南村                         | 平成4年4月1日 盛岡市に編入 | 盛岡市 |
| 湯沢村       |              | 飯岡村         | 飯岡村              | 昭和30年4月1日 都南村 | 都南村                         | 平成4年4月1日 盛岡市に編入 | 盛岡市 |
| 飯岡新田     |              | 飯岡村         | 飯岡村              | 昭和30年4月1日 都南村 | 都南村                         | 平成4年4月1日 盛岡市に編入 | 盛岡市 |
| 乙部村       | 乙部村       | 乙部村         | 乙部村              | 昭和30年4月1日 都南村 | 都南村                         | 平成4年4月1日 盛岡市に編入 | 盛岡市 |
| 大ヶ生村     |              | 乙部村         | 乙部村              | 昭和30年4月1日 都南村 | 都南村                         | 平成4年4月1日 盛岡市に編入 | 盛岡市 |
| 黒川村       |              | 乙部村         | 乙部村              | 昭和30年4月1日 都南村 | 都南村                         | 平成4年4月1日 盛岡市に編入 | 盛岡市 |
| 手代森村     |              | 乙部村         | 乙部村              | 昭和30年4月1日 都南村 | 都南村                         | 平成4年4月1日 盛岡市に編入 | 盛岡市 |
| 東見前村     | 東見前村     | 見前村         | 見前村              | 昭和30年4月1日 都南村 | 都南村                         | 平成4年4月1日 盛岡市に編入 | 盛岡市 |
| 西見前村     |              | 見前村         | 見前村              | 昭和30年4月1日 都南村 | 都南村                         | 平成4年4月1日 盛岡市に編入 | 盛岡市 |
| 三本柳村     |              | 見前村         | 見前村              | 昭和30年4月1日 都南村 | 都南村                         | 平成4年4月1日 盛岡市に編入 | 盛岡市 |
| 津志田村     |              | 見前村         | 見前村              | 昭和30年4月1日 都南村 | 都南村                         | 平成4年4月1日 盛岡市に編入 | 盛岡市 |

## 行政
紫波郡長
| 代 | 氏名 | 就任年月日                 | 退任年月日                 | 備考 |
| -- | ---- | -------------------------- | -------------------------- | ---- |
|    |      | 明治11年（1878年）11月26日 |                            |      |
|    |      |                            | 明治13年（1880年）10月23日 | 廃官 |

北岩手・南岩手・紫波郡長
特記なき場合『岩手郡誌』による。
| 代 | 氏名     | 就任年月日                 | 退任年月日                | 備考 |
| -- | -------- | -------------------------- | ------------------------- | ---- |
| 1  | 宮部謙吉 | 明治13年（1880年）10月23日 | 明治25年（1892年）11月1日 |      |
| 2  | 松橋宗之 | 明治25年（1892年）11月1日  | 明治30年（1897年）3月31日 | 廃官 |

紫波郡長
特記なき場合『紫波郡誌』による。
| 代 | 氏名       | 就任年月日 | 退任年月日                | 備考                   |
| -- | ---------- | ---------- | ------------------------- | ---------------------- |
| 1  | 川口浩哉   |            |                           |                        |
| 2  | 二双石忠治 |            |                           |                        |
| 3  | 一戸武雄   |            |                           |                        |
| 4  | 岩崎亀太郎 |            |                           |                        |
| 5  | 今野良治   |            |                           |                        |
| 6  | 村松翠之輔 |            |                           |                        |
| 7  | 吉田一耕   |            |                           |                        |
| 8  | 杉竹次     |            |                           |                        |
| 9  | 渡邊寿     |            |                           |                        |
| 10 | 佐藤民三郎 |            |                           |                        |
| 11 | 安倍富七   |            | 大正15年（1926年）6月30日 | 郡役所廃止により、廃官 |